# Савойски кралски резиденции
Савойските кралски резиденции (на италиански: Residenze reali sabaude) са всички резиденции на Савойската династия в регион Пиемонт, Северна Италия. Те включват голяма група владения, включително 22 дворци и вили, създадени за административни и развлекателни цели в и около град Торино от Савойските херцози от 1562 г. нататък. 11 от тях се намират в центъра на града, а останалите 11 са разположени в радиус около него. През 1997 г. тези 22 резиденции са включени в Списъка на световното културно и природно наследство на ЮНЕСКО.

## История
Произходът на системата на Савойските кралски резиденции датира от 1562 г., когато херцог Емануил Филиберт Савойски, следвайки решенията на Мирния договор от Като Камбрези, решава да прехвърли столицата на Савойското херцогство в Торино. Вследствие на това той започва да възлага ремонта на древни замъци (някои от които – от римската епоха) и изграждането на нови резиденции в зеления пояс около столицата на бъдещото Кралство Сардиния-Пиемонт. Именно тогава той поставя основите на онова, което неговите наследници превръщат в истински проект за териториално планиране. В този проект създаването на системата от резиденции, спомагащи за придаването на бароков отпечатък на Торино и околностите му, е придружено от реорганизациията на пътищата и ловните трасета.   
Неговият наследник Карл-Емануил I и съпругата му Каталина Микаела Испанска разработват и изпълняват плана за пълно реорганизиране на района през 17 и 18 век, придавайки на града и околностите му  бароков характер. Този цялостен проект за териториална реорганизация има и символно значение, насочено към възхвала на абсолютната власт на Савоя. Създава се т. нар. „Командна зона“ в Торино, където се упражнява централизираната власт в нейните политически, административни и културни форми, и която е лесно достъпна от цялата околна територия чрез реновираната пътна система. Столицата е организирана и развита по осите, определени от тази зона като неин централен възел, включваща Кралския дворец, Палацо Киаблезе и Палата на префектурата, и ръководеща политическите, административните и културните аспекти на живота. Тя е заобиколена от система от maisons de plaisance. Тези вили, включително Замъкът в Риволи, Замъкът в Монкалиери и Замъкът във Венария, създават т. нар. „Короната на насладите“ (на итал. Corona di Delizie) около столицата на Савойското херцогство, и с отдалечените резиденции в Ракониджи, Говоне, Алие и Поленцо придават форма на провинцията. Строителният план предвижда промяна във функцията на съществуващите жилища, изграждане на нови сгради, определяне на ловни маршрути и създаване на мрежа от пътища, свързващи околните резиденции със столицата на държавата. Ансамбълът от резиденции е обединен както от пътната мрежа, така и от единния стил и подбор на материали от придворните архитекти и художници, работили в множеството различни резиденции.
През 1800 г. управлението на кралството е поето от клона на Савойския дом на име Савоя-Каринян и през този период неговите суверени насочват интереса си към по-отдалечени сгради (Алие, Ракониджи, Говоне и Поленцо), и в крайна сметка се стига до изоставянето на бароковия план „Корона на насладите“.
През 1997 г. много от тези владения са включени в Списъка за световното културно и природно наследство на ЮНЕСКО и се открояват със своята красота и особености. Те са смесица от маниеризъм и триумфиращ пиемонтски барок, и са шедьоври – дело на архитекти от калибъра на Амедео ди Кастеламонте, Карло ди Кастеламонте, Филипо Ювара, Гуарино Гуарини, Асканио Витоци, Бенедето Алфиери и Пеладжо Паладжи. 
През 2010 г. списъкът е интегриран чрез създаването или разширяването на някои буферни зони, чийто периметър включва паркове, градини и исторически градски центрове. 
През 2017 г. е създаден Консорциумът на Савойските кралски резиденции с цел да се поставят основите за стартиране и развитие на Системата на кралските резиденции.

## Обекти

### Обекти на световното културно наследство
Следните обекти от системата на Савойските кралски резиденции са обявени от ЮНЕСКО за обекти на световно културно и природно наследство:

#### В Торино
- Командна зона, включваща: 
  - Кралски дворец в Торино
  - Палацо Киаблезе
  - Кралска библиотека
  - Кралска оръжейница
  - Фасада на Театър „Реджо“
  - Палат на Префектурата (бивши Кралски държавни секретариати)
  - Кралска кавалерия
  - Бивш палат на Монетния двор - днешен полицейски щаб на виа Верди
  - Държавен архив на Торино (бивш Съдебен архив)
  - Кралска академия на Торино (бивша Военна академия)
- Палацо Мадама
- Палацо Кариняно
- Вила на кралицата
- Замък Валентино

#### Извън Торино
(в скоби е посочено разстоянието от столицата Торино)
- Кралски замък на Монкалиери, в град Монкалиери (9 км)
- Ловен павилион „Ступиниджи“, в град Никелино (13 км)
- Замък в Риволи и Музей на съвременното изкуство, в град Риволи (20 км)
- Кралски дворец във Венария Реале, в град Венария Реале (21 км)
- Кралски апартаменти в Замъка в парка „Ла Мандрия“, в град Венария Реале (21 км)
- Кралски замък в Ракониджи, в град Ракониджи (40 км)
- Херцогски замък на Алие, в градчето Алие (41 км)
- Кралско имение „Поленцо“, в град Бра, провинция Кунео (65 км)
- Кралски замък в Говоне, в градчето Говоне, провинция Кунео (81 км)
- Кралски замък Валкасото, в градчето Гаресио, провинция Кунео (112 км)

### Други места
Следните места не са включени в списъка на ЮНЕСКО: 
- Замък „Кавур ди Сантена“, в Сантена
- Замък на графиня Аделаида, в Суза
- Кралски дворец „Касото“, в община Гаресио
- Базилика „Суперга“, в Торино
- Светилище „Оропа“, в Биела
- Светилище „Викофорте“, провинция Кунео

## Галерия
- Кралски дворец в Торино
- Палацо Мадама
- Палацо Кариняно (Фасада на Гуарини, гледана от едноименния площад)
- Палацо Кариняно (Фасада на вътрешния двор, днес Пиаца Карло Алберто)
- Замък Валентино
- Замък Валентино (гледка от река По)
- Вила на кралицата
- Кралски дворец във Венария Реале
- Галерия на Диана в Кралски дворец във Венария Реале
- Ловен павилион „Ступиниджи“
- Кралски замък в Ракониджи
- Кралски замък в Монкалиери
- Замък в Риволи
- Херцогски замък в Алие
- Кралски замък в Говоне
- Борго Кастело в парк „Ла Мандрия“
- Кралско имение Поленцо